# Jean-Marc Larché
Jean-Marc Larché (* 1961) ist ein französischer Jazzmusiker (Sopran-, Alt- und Baritonsaxophon, Komposition).

## Leben und Wirken
Larché absolvierte 1981 sein Musikstudium am Konservatorium von Besançon, um dann bis 1984 ein Aufbaustudium am Pariser Konservatorium zu absolvieren. In den nächsten Jahren arbeitete er vornehmlich mit Jean-Louis Méchali, Martial Solal und Michel Edelin sowie im Weltmusikbereich bei Fawzi al-Aiedy und Anouar Brahem (Khomsa, Vague). Daneben war er auch im Trio mit Michel Godard und Jean-Luc Cappozzo tätig, weiterhin im DJOA-Sextet Claude Sommier und bei Jacques Di Donato und Richard Galliano. 
2002 spielte er im Orchestre National de Jazz unter Paolo Damiani und François Jeanneau und im Trio mit François Couturier, und Jean-Louis Matinier, mit dem er das Album Music for a While (2002) und später (verstärkt um Anja Lechner) die Alben Nostalghia: Song for Tarkovsky, Tarkovsky Quartet und 2017 Tarkovsky Quartet - Nuit Blanche bei ECM vorlegte. Zudem gehörte er zum Quartet von Yves Rousseau, das seit 2004 mehrere Tonträger (zuletzt 2014 Akasha) veröffentlichte und für das Album Poête, vos papiers! (2008) um die Sängerinnen Maria Laura Baccarini und Claudia Solal erweitert wurde. 2005 holte ihn Lambert Wilson für sein Album Nuit Américaine. Auch ist er auf Aufnahmen von Régis Huby, Frédérique Carminati/Michel Thibault, Boris Mégot und Jacques Bertin zu hören. 
Larché lehrt am Konservatorium in Montbéliard.